# Roseto degli Abruzzi
Roseto degli Abruzzi, til dagligt kaldt Roseto, er en by og kommune i provinsen Teramo, i regionen Abruzzo i det centrale Italien. Byens navn betyder egentlig "Abruzzernes Roseto" og flertalsformen stammer fra den periode, hvor regionen var opdelt i provinser, der alle hed noget med Abruzzo. Ved udgangen af 2013 havde byen 25.463 indbyggere.

## Historie
Roseto er en ret ny by, og den er opstået som stationsby ved jernbanen fra Ancona til Foggia, der blev taget i brug i 1864. Stationen var i første omgang opkaldt efter den nærliggende by Montepagano, men i 1877 bestemte den senere kong Umberto 1. af Italien, at den nye by skulle hedde Rosburgo, og stationen hed derefter "Montepagano-Rosburgo". Det tyskklingende navn faldt i unåde efter 1. verdenskrig, og i 1927 blev byens og stationens navn ændret til "Roseto degli Abruzzi". Masseturismen efter 2. verdenskrig satte yderligere skub i byens udvikling, og den er nu den næststørste by i provinsen Teramo.

## Geografi
Byen ligger ved Adriaterhavet, nogle kilometer nord for det sted, hvor floden Vomano løber ud i havet. Roseto er blevet en populær ferieby, blandt andet i kraft af sine glimrende badestrande. Kysten langs byen omtales også som Lido delle Rose ("Rosenstranden"). Byen ligger ved motorvej A 14, der går langs Adriaterhavet, og der er også jernbaneforbindelse nord/syd langs Adriaterhavet.
Foruden selve Roseto omfatter kommunen bebyggelserne Campo a Mare, Casal Thaulero, Cologna Paese, Cologna Spiaggia, Montepagano, San Giovanni, Santa Lucia og Voltarrosto.

## Demografi
Grafen viser et støt stigende indbyggertal siden Italiens samling.

## Økonomi
Byens økonomi er dels baseret på turismen, dels på industri og håndværk. Der er mange små virksomheder, men også enkelte større transportvirksomheder. Byens største virksomhed er Rolli S.p.A., der har fabrikker i Parma og Roseto, og som i følge sin egen hjemmeside er leveringsdygtig i 326 forskellige frosne fødevareprodukter.

## Sport
På det sportslige område er Roseto bedst kendt for sit basketballhold, Roseto Sharks, der i 2014/2015 spiller i den tredjebedste italienske liga (Serie A2 Silver). Holdet spiller i byens sportshal, der har plads til 4.500 tilskuere.

## Eksterne links
- Wikimedia Commons har flere filer relateret til Roseto degli Abruzzi